# Saint Lawrence (Pennsylvanie)
Pour les articles homonymes, voir St. Lawrence.
Saint Lawrence est un borough situé dans le comté de Berks, dans le Commonwealth de Pennsylvanie, aux États-Unis. Sa population s’élevait à 1 809 habitants lors du recensement de 2010.

## Source
- (en) Cet article est partiellement ou en totalité issu de l’article de Wikipédia en anglais intitulé « St. Lawrence, Pennsylvania » (voir la liste des auteurs).